# Andria Dadiani
Andria Dadiani, gruz. ანდრია დადიანი, ros. Андрей Давидович Дадиани (ur. 20 października 1850 w Zugdidi, zm. 12 czerwca 1910 w Kijowie) – książę megrelski, szachista.
Brat ostatniego władcy Megrelii, Mikołaja I. Książę Andria Dadiani poznał szachy w dzieciństwie. Na wakacjach w Hombergu spotkał Thomasa W. Barnesa, nieformalnego mistrza szachowego w 1864. Trzy lata później pokonał w partii szachowej barona Ignacego Kolischa w Paryżu, tuż po jego wygranej na III Międzynarodowym Turnieju Szachowym. Po zniesieniu księstwa Mengrelskiego, przesiedlono go wraz z rodziną do Sankt-Petersburga, gdzie rozpoczął naukę w Pażewskim korpusie. Po ukończeniu studiów prawniczych na Uniwersytecie w Heidelbergu w 1873 roku, podróżował po Europie, pokonując szereg utalentowanych szachistów i obdarowując pieniężnie wybitnych, m.in. Wilhelma Steinitza tysiącem franków za wygraną z Michaiłem Czigorinem. Zaprzyjaźnił się z pisarzem Iwanem Turgieniewem. W 1880 roku w Rzymie zremisował grę ze Stefano Dubois, nieformalnym mistrzem świata przed Paulem Morphym. Wygrywał turnieje w Paryżu, Rzymie, Tbilisi, Wiedniu, Petersburgu i Kijowie. Publikował w ważniejszych pismach szachowych, m.in. paryskim "Strategie", nowojorskim "International Chess Magazine" i petersburskim "Szachmatnyj listok". Poziom i styl jego gry prasa zaczęła porównywać do Paula Morphy'ego, a w 1892 "The Chess Monthly" poświęcił cały numer jego dokonaniom. Po przegranym turnieju z Fiodorem Duz-Chotimirskim, wysłał jedną z wygranych przez siebie partii do "Strategie", co Chotimirski uznał za zniewagę, wyzywając księcia na pojedynek. Nie doszło do niego. W 1903 roku został prezydentem turnieju w Monte Carlo. Książę odmówił gry Michaiłowi Czigorinowi, co udało mu się przeforsować w radzie turnieju. Nieformalnym powodem miała być krytyczna analiza jednej z gier księcia. Książę zaproponował Czigorinowi 1500 franków rekompensaty. W 1903 roku Emmanuel Schiffers opublikował w Kijowie książkę poświęconą księciu Dadianiemu- "Fins de partie de S.A.S. le Prince Dadian de Mingrelie" (Końcówki partii Jego Książęcej Mości Księcia Dadianiego z Mergrelii"). Według Wasyla Panowa (Сорок лет за шахматной доской, Moskwa 1963), książę Dadiani często dystansował się od prasy, ponieważ w niej był "niepokonany", a nawet Schiffers mógł poprawiać gry księcia, które ten niekiedy wymyślał. Książę Dadiani zmarł w Kijowie w 1910 roku. Pochowany w rodzinnym grobowcu w klasztorze w Martwili.